# Dendrit (geologie)

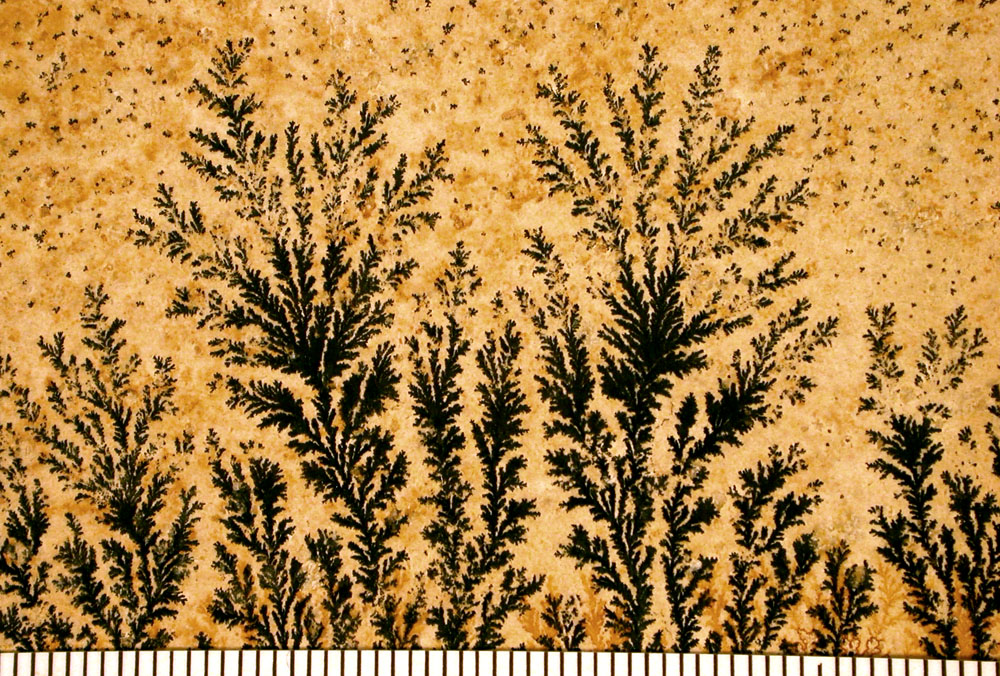
Dendrity oxidů manganu na vápenci z lokality Solnhofen v Německo. Měřítko v mm

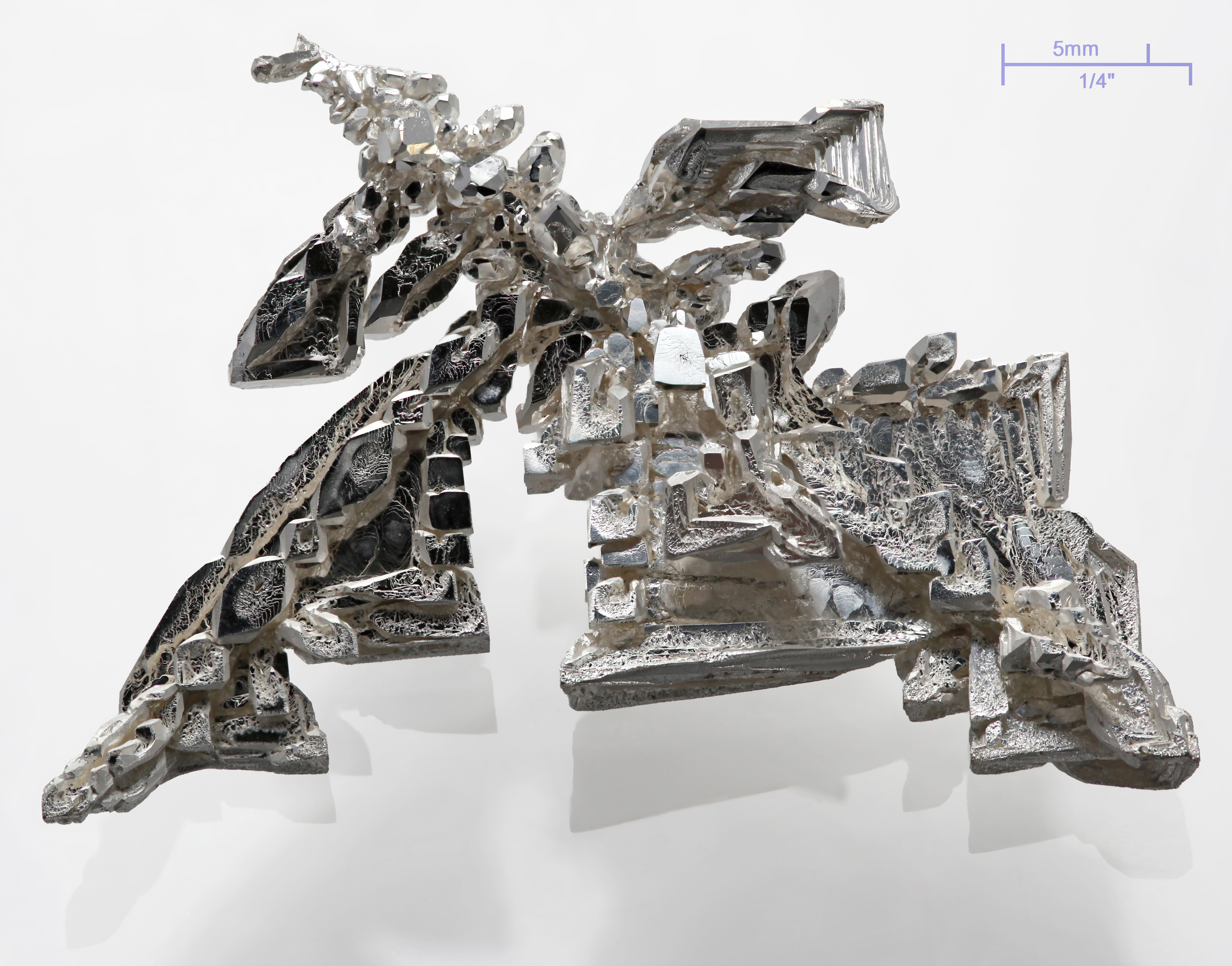
Synteticky vyrobený dendritický krystal stříbra

Pojem dendrit v geologii označuje agregát (seskupení) malých krystalů nebo krystalových zrn se strukturou fraktálu.
Název pochází z řeckého δένδρον, déndron, doslova „strom“.
Tvarem větvení připomíná stromy, keře nebo listy kapradí. Příkladem mohou být sněhové vločky různých tvarů a ledové květy na okenním skle. Vzhledem k podobnosti s rostlinami, bývají dendrity v minerálech zaměňovány s rostlinnými fosiliemi (tzv. pseudofosilie – nepravé zkameněliny).
Dendrity jako drobné keříčkovité povlaky na vzorcích hornin nebo minerálů vznikají rychlou krystalizací minerálů z roztoků, infiltrací praskliny v hornině nebo štěpné rovině. Dendrity obecně tvoří oxidy nebo hydroxidy manganu a železa (goethit, psilomelan, pyroluzit, limonit), ty mají většinou tmavou barvu. Existují dendritické agregáty jiných minerálů, např. zlata nebo stříbra.
Jednou z odrůd opálu je dendritický opál, nazývaný také mechový nebo keříčkový. Dendritické uzavřeniny pyroluzitu v chalcedonu se nazývají mechový achát.
Různé druhy oxidů a hydroxidů manganu zahrnují například:
- birnessit (Na4Mn14O27·9H2O)
- coronadit (PbMn8O16)
- kryptomelan (KMn8O16)
- hollandit (BaMn8O16)
- romanechit ((Ba,H2O)Mn5O10)
- todorokit ((Ba,Mn,Mg,Ca,K,Na)2Mn3O12·3H2O)